# Ервін Закс
Ервін Закс (нім. Erwin Sachs; 17 грудня 1887, Іновроцлав — 24 квітня 1962)  — німецький офіцер-підводник, капітан-цур-зее крігсмаріне.

## Біографія
3 жовтня 1906 року вступив на флот. Учасник Першої світової війни. Після демобілізації армії залишений на флоті. В 1936 році призначений 1-м офіцером флотилії підводних човнів «Веддіген», одночасно був командиром резервного човна, офіцером баржі, а в 1937 році — командиром підводного човна U-21. З червня 1939 року — командир роти в училищі підводників. В жовтні 1939 року направлений на будівництво плавучої бази швидкісних катерів «Карл Петерс» для вивчення її будови. З лютого 1940 року — керівник групи, потім — відділення приймального командування підводних човнів у Данцигу. З грудня 1944 по 28 лютого 1945 року перебував в розпорядженні головнокомандування ВМС «Схід».

## Звання
- Штурман і палубний офіцери (1 серпня 1917)
- Лейтенант-цур-зее (30 липня 1920)
- Оберлейтенант-цур-зее (1 квітня 1923)
- Капітан-лейтенант (1 липня 1930)
- Корветтен-капітан (1 січня 1936)
- Капітан-цур-зее (1 квітня 1941)

## Нагороди
- Залізний хрест 2-го і 1-го класу
- Почесний хрест ветерана війни з мечами
- Медаль «За вислугу років у Вермахті» 4-го, 3-го, 2-го і 1-го класу (25 років)